# Klinken (verbinding)

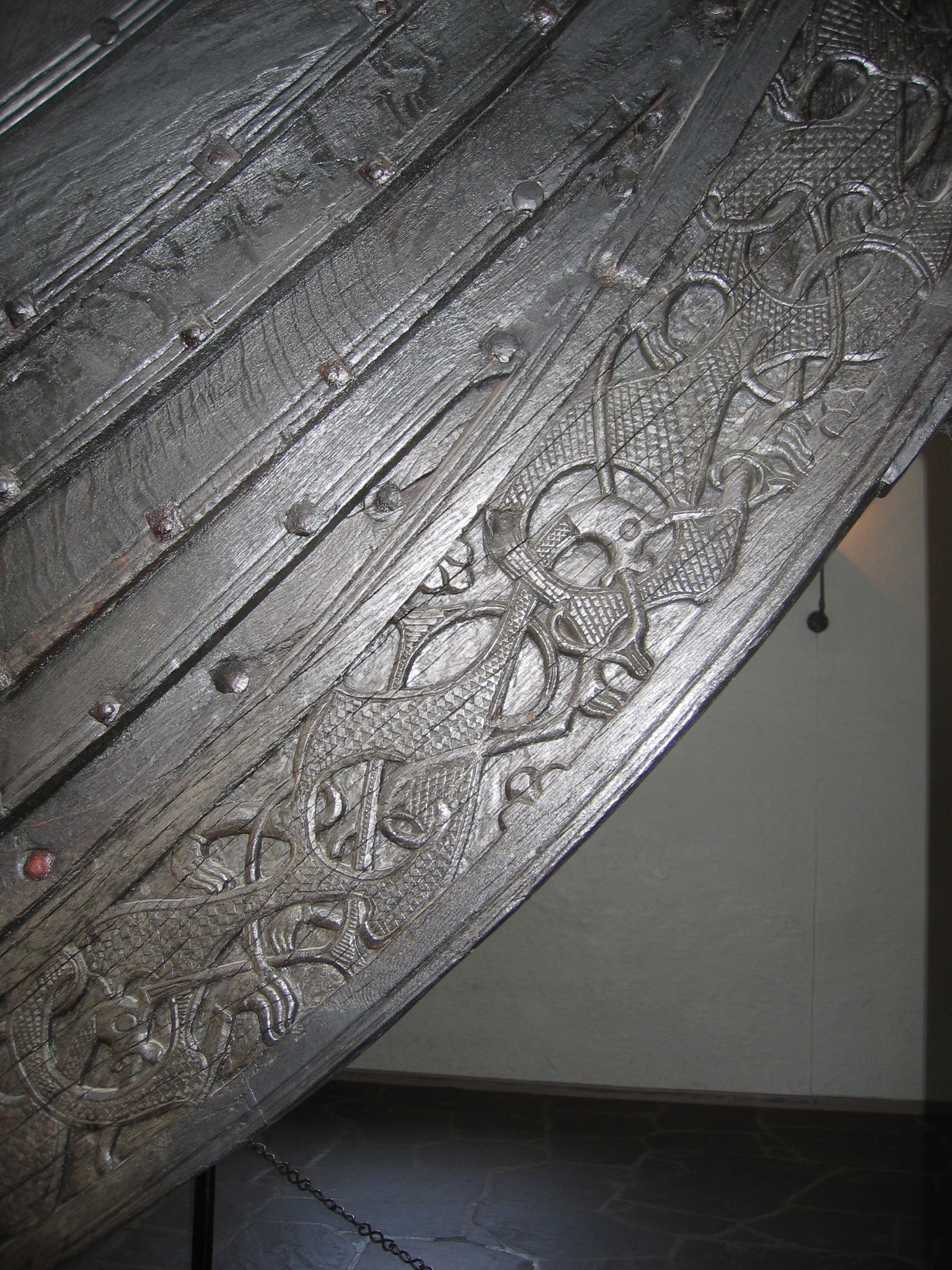
Klinknagels in de steven van houten Vikingschip uit de vroege middeleeuwen

Het klinken of klinkwerk is een manier om onderdelen van een constructie aan elkaar te verbinden door middel van klinknagels. Deze methode werd vroeger vooral veel in de scheepsbouw gebruikt. Niet alleen metalen onderdelen worden geklonken, ook scheepsluiken worden met klinknagels, die dan luikenboutjes worden genoemd, in elkaar gezet.
Klinken is een vak dat steeds minder mensen nog beheersen. De oude kennis wordt tegenwoordig nog onderhouden door het werk aan historische schepen. Restauratoren klinken, ook waar lassen eenvoudiger zou zijn.

## Achtergrond
Stalen nagels tot een diameter van 8 mm werden meestal koud geklonken, daarboven werden nagels warm geklonken.
1. Een stalen klinknagel of bout met aangevormde klinkkop wordt verhit.
2. Eenmaal roodgloeiend wordt het door een gat (het klinkgat) in de te verbinden delen gestoken en tegengehouden door een zetkop.
3. Het uitstekende rechte uiteinde wordt vastgeklonken, de sluitkop. Als de kop een bepaalde vorm moet hebben, dan gebruikt men daarvoor een snapper. Dat is een staaf waarin de gewenste vorm is uitgedraaid. Dat klinken gebeurt tegenwoordig met behulp van een door perslucht aangedreven klinkhamer, oorspronkelijk gebeurde dit met de hand.
4. Doordat het staal krimpt bij het afkoelen, ontstaat een voorspanning in de klinknagel, die het geheel extra sterk maakt.

Voorwaarde voor goed klinkwerk is dat platen en nagels sterk genoeg te zijn en dat er voldoende dichtheid van klinknagels is.

## Klinken

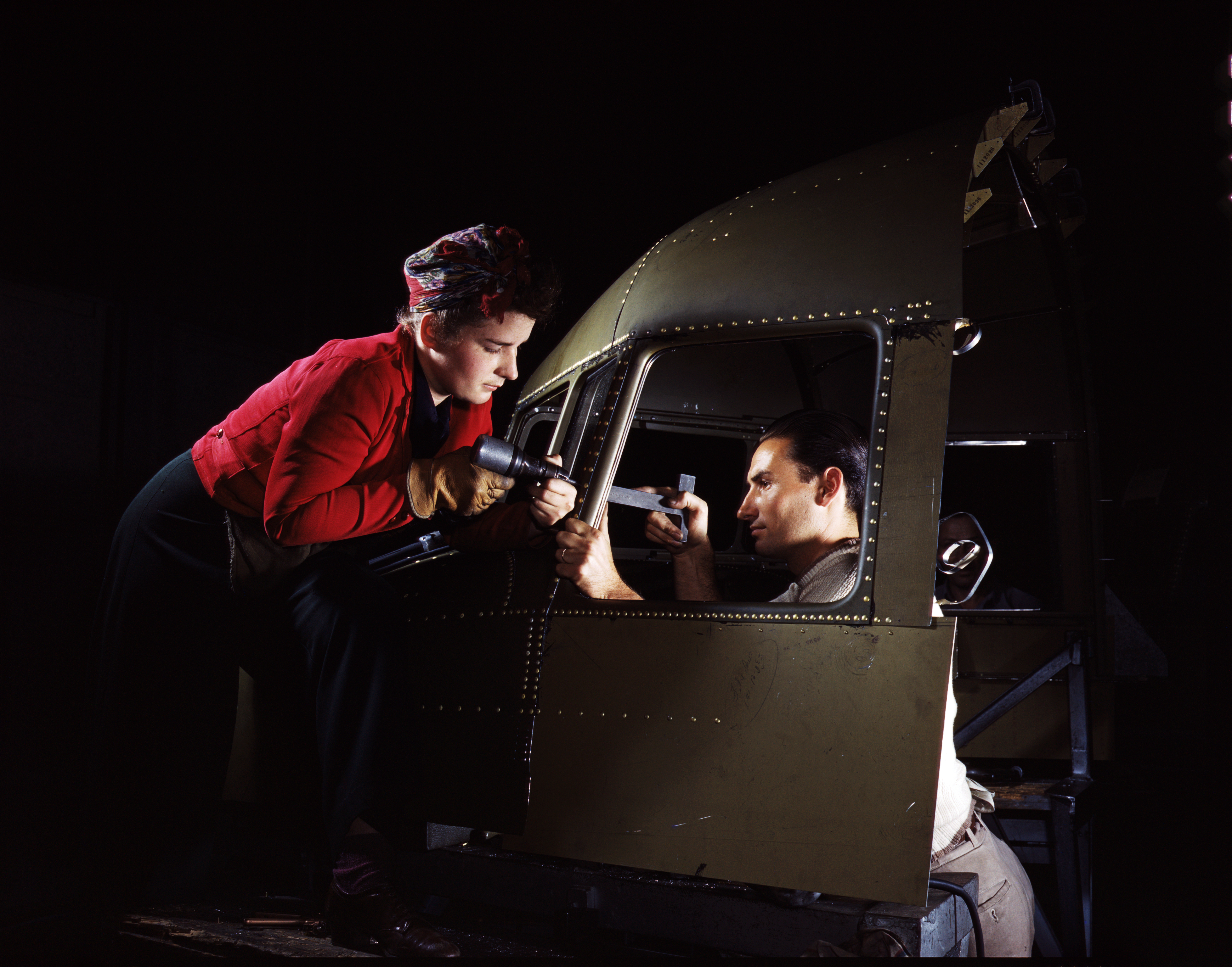
De raamstijlen van een militaire Douglas DC-3 worden geklonken (1942)

### Voorbewerking
De constructie wordt opgebouwd uit een aantal platen of profielen, die in vorm zijn geknipt, gebogen of eventueel in model zijn geslagen en aan elkaar worden gezet met klinknagels. Over de lengte van de te klinken verbinding worden gaten geponst of geboord, die overeen moeten komen met de gaten aan de andere kant. De afstand tussen twee gaten heet de steek. Een verbinding van één rij klinknagels heet enkelvoudig klinkwerk. Specificeert men bijvoorbeeld: gaten op 4 d, dan betekent dat, dat de steek van de gaten 4 maal de dikte van de nagelsteel bedraagt. Die gaten worden vervolgens gesouvereind aan de zijde waar de kop van klinknagel komt.
Omdat dat niet altijd precies goed uitkomt, beschikt de klinker over een stuk gereedschap, de drift (een conisch oftewel taps toelopend rond stuk staal), dat in het gat geslagen wordt en weer teruggeslagen. Van gaten die helemaal niet met elkaar overeenkomen werd gezegd: "hij brilt".

### De klinknagel bevestigen
De "douwer" pakt steeds een gloeiende klinknagel van het vuur en duwt die in het volgende gat. Naast hem staat de tegenhouder of aanhouder. Die drukt met een zwaar stuk ijzer de dolly tegen de kop van de nagel, terwijl aan de andere kant de klinker de rood gloeiende klinknagel in het gesouvereinde gat vast slaat. Dat werk werd ook wel met z'n tweeën gedaan, dan werd er om de beurt een klap gegeven. Door het krimpen van de klinknagel bij het afkoelen worden de platen nog eens extra tegen elkaar aangetrokken. Als er per klinknagel uitbetaald werd tipte men de koppen van de nagels die die dag werden ingeslagen aan met witte verf.

### Koken
Tussen twee geklonken platen kan toch nog wat ruimte zitten waar water door heen kan komen. Om dit te verhinderen worden de platen gekookt een verbastering van het Engelse woord "to caulk". Met een kookbeitel slaat men de rand van de bovenste plaat tegen de onderste aan. Ook loopt men dan de klinknagels na, die dan eventueel worden nageklonken. Dat gaat op het gehoor. Als de verbinding goed is gemaakt, kan er tussen de platen geen roest ontstaan. Als die later toch zichtbaar wordt, zaten de klinkgaten toch op een te grote afstand van elkaar.

### Snapper
Als de geklonken kop een bepaalde vorm moet hebben gebruikt men een snapper of dopper. Dit gereedschap bestaat uit een staaf(je) waar de vereiste vorm in is uitgedraaid. Dit wordt veel gebruikt bij aluminium klinknagels, die dan ook aan de geklonken zijde met behulp van een snapper van een ronde kop kunnen worden voorzien.

### Blindklinken
Een moderne vorm van klinken is blindklinken. Dat wil zeggen het maken van een klinkverbinding vanaf één zijde. Dat gebeurt met blindklinknagels, in de praktijk meestal "popnagels" genoemd. Het is een veel toegepast techniek in de bouw van aluminium scheepsmasten.

## Klinken in de scheepsbouw
Klinkwerk werd al in de ketelbouw en bruggenbouw toegepast, dus was het niet onbekend toen het in de scheepsbouw werd geïntroduceerd. Klinkwerk is maatvast, in tegenstelling tot laswerk, waar het krimpen van een lasnaad afwijkingen in de maatvoering en vervormingen veroorzaakt. Nadat stalen schepen houten schepen verdrongen moesten de verbindingen door middel van klinknagels uitgevoerd. Alle verbindingen van  huidplaten, spanten, stijlen, dekbalken, stringers, dekbeplating, schotten en dekhuizen werden geklonken.
Er was vroeger op de scheepswerf ook een onofficiële werkman, de "proppenschieter", die een verkeerd gemaakt gat vulde met lood en camoufleerde voor de toezichthouder. Een vakman herkent men aan zijn werk, maar ook aan zijn kennis en kunde fouten te herstellen.
Er kwam nog iemand aan te pas, meestal een jongen die het vak nog moest leren, de "nagelpieper" of nageljongen. Hij zorgde ervoor dat de nagels op een kolenvuurtje heet gestookt werden. In zo'n kolenvuurtje zit een "nagelplaatje" met vijf of meer gaten voor even zoveel klinknagels. Te veel klinknagels kunnen niet gelijkertijd heet gestookt worden, want dan verbranden ze. In elk geval hebben ze dan te veel geleden om nog bruikbaar te zijn.
Tussen de platen werden bij een schip nog repen materiaal gedaan, om nog zekerder te zijn dat de verbinding echt waterdicht zou worden.
Klinken had voor de scheepsbouw enkele nadelen:
- Klinken is een tijdrovende en arbeidsintensieve bewerkingstechniek. Twee onderdelen moeten tevoren van gaten worden voorzien die exact met elkaar in overeenstemming zijn. Verder zijn bij het klinken minimaal 3 arbeiders noodzakelijk.
- Een ander nadeel van klinkwerk is, dat door het noodzakelijk perforeren van het plaatmateriaal de constructieve waarden werden verzwakt, hetgeen door verzwaring van het materiaal moet worden gecompenseerd.
- Nog een nadeel is dat voor een verbinding overlap van materiaal nodig is, hetgeen tamelijk kostbare oplossingen noodzakelijk maakt, bijvoorbeeld joggelen van plaatranden, doordrukken van profielen, vulstukken tussen profiel en plaat. Verticale verbindingen van huidplaten moeten verspringend worden aangebracht, om te voorkomen dat er op het knooppunt vier plaatdikten bij elkaar moesten komen en om inscheuren van de huidbeplating langs de klinkgaten te voorkomen.

Hoewel het elektrisch lassen al bekend was, bleef men in de scheepsbouw lange tijd sceptisch over de toepassing ervan. In 1920 was de Fullagar in dienst gekomen, het eerst volledig gelaste zeeschip. De ervaringen met de in oorlogstijd in Amerika gebouwde Liberty- en Victoryschepen waren hier de oorzaak van. Daar was men om productieredenen over een aantal bezwaren heengestapt, prioriteit was om in zo kort mogelijke tijd zo veel mogelijk scheepsruimte beschikbaar te maken. Betere lastechnieken en -materialen hebben ervoor gezorgd dat het klinken in de scheepsbouw in de periode na de Tweede Wereldoorlog geleidelijk verdween. Werden de dunnere beplatingen (zoals dekhuizen) in het begin nog geklonken, later werd ook daarbij gelast. Ook het stringerhoekstaal, dat nog lang op aanwijzing van verzekeringsmaatschappijen verplicht geklonken moest worden, is geheel verdwenen.

Klinken aan boord
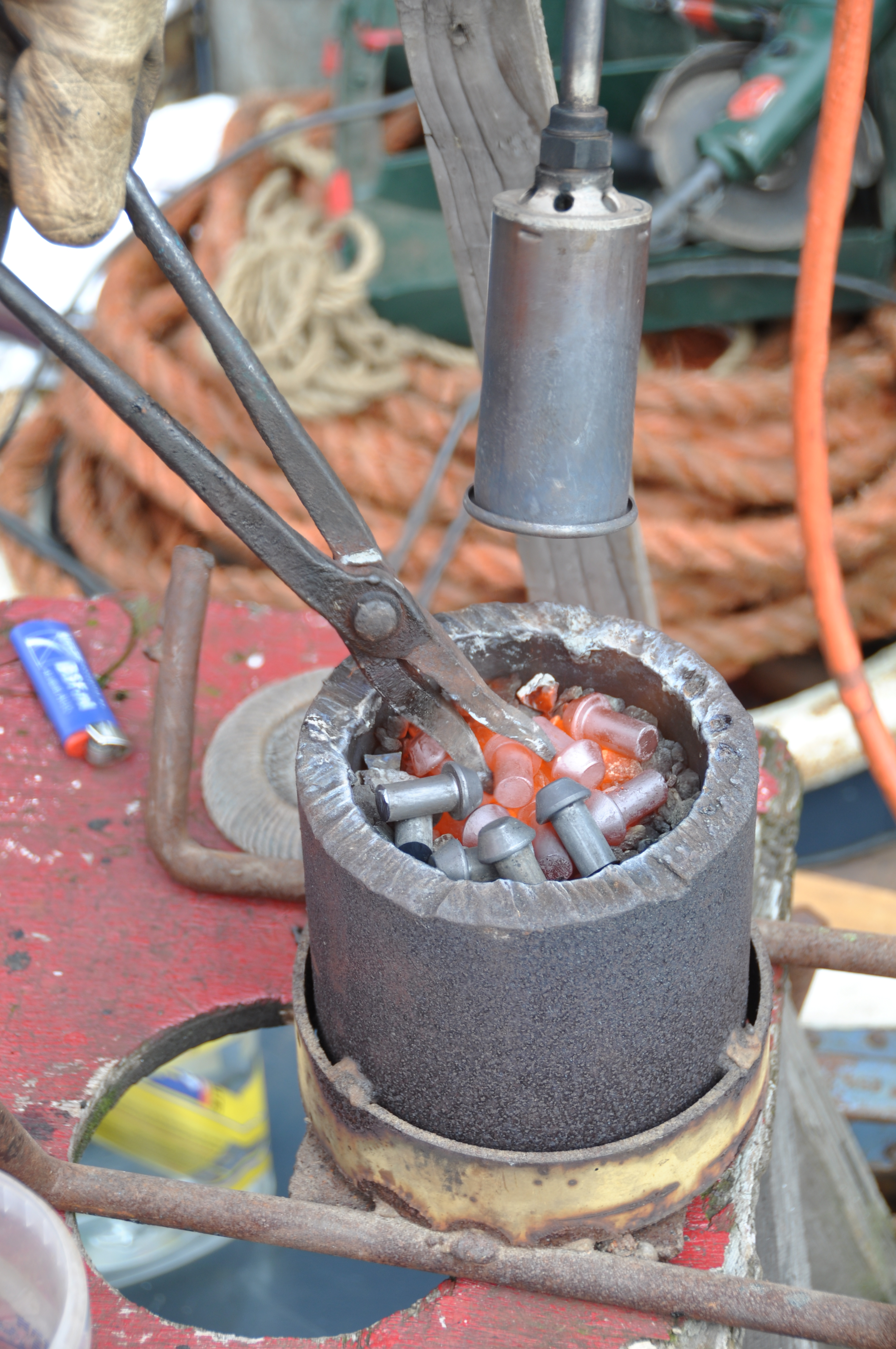
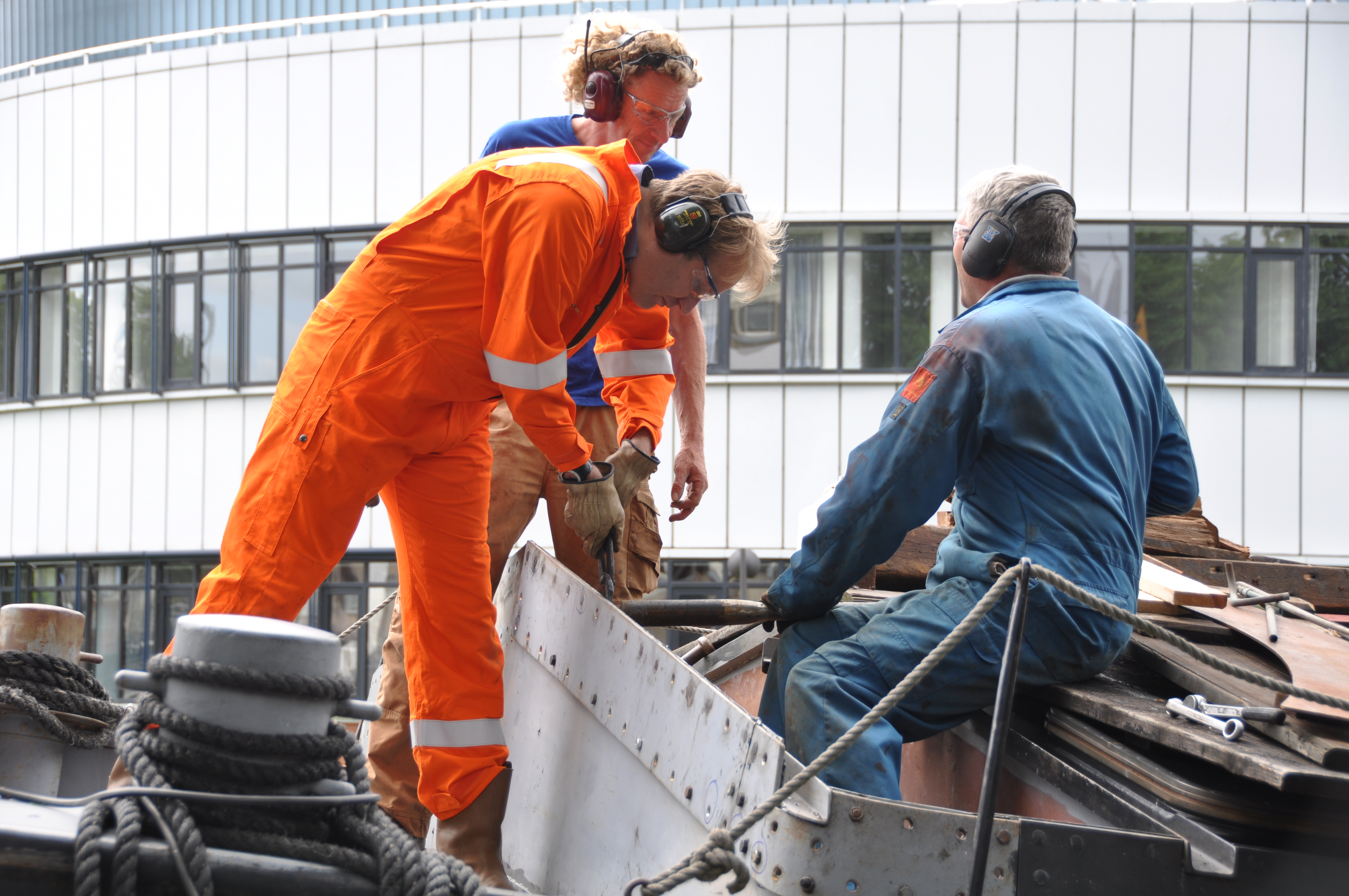
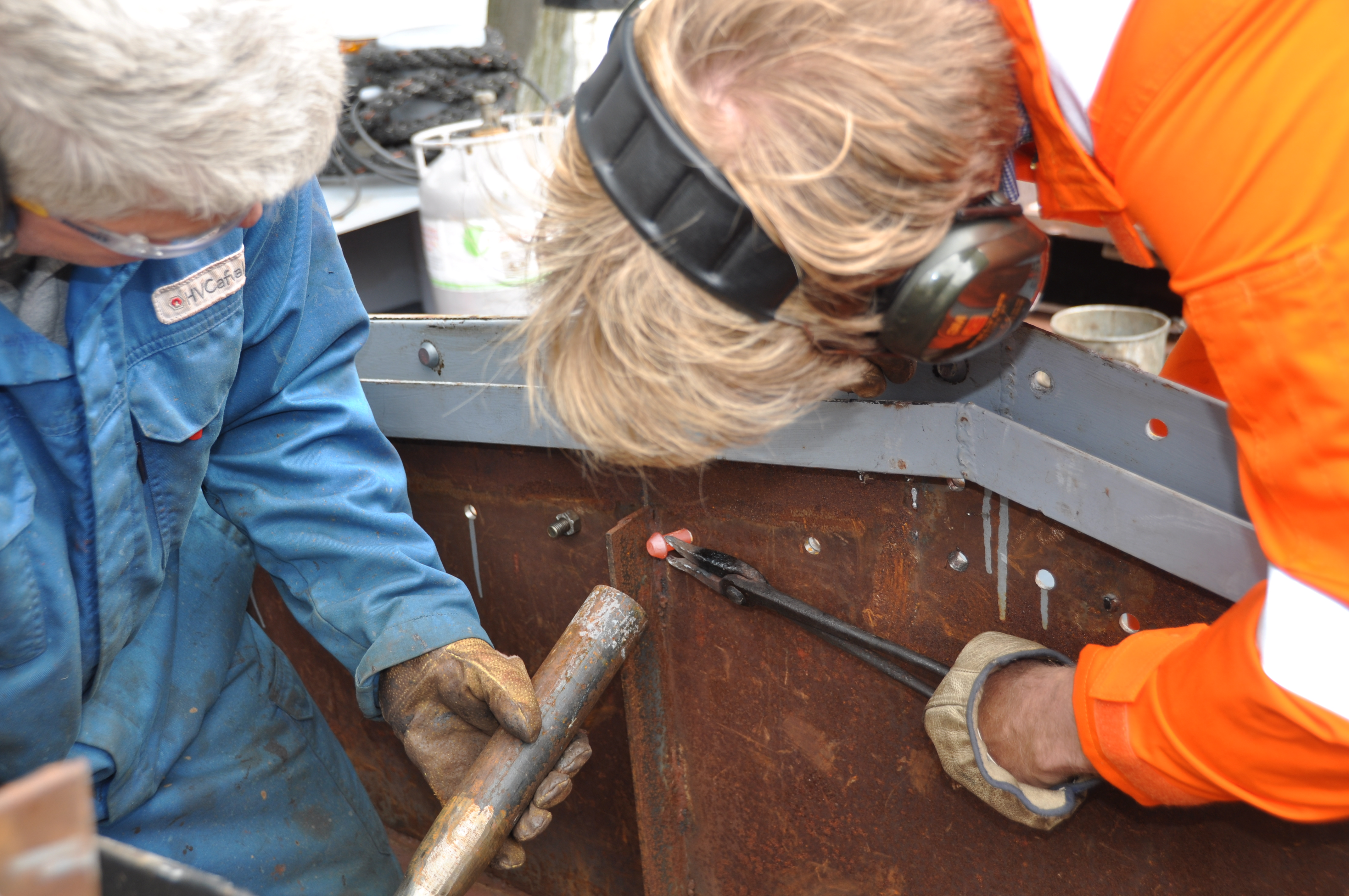
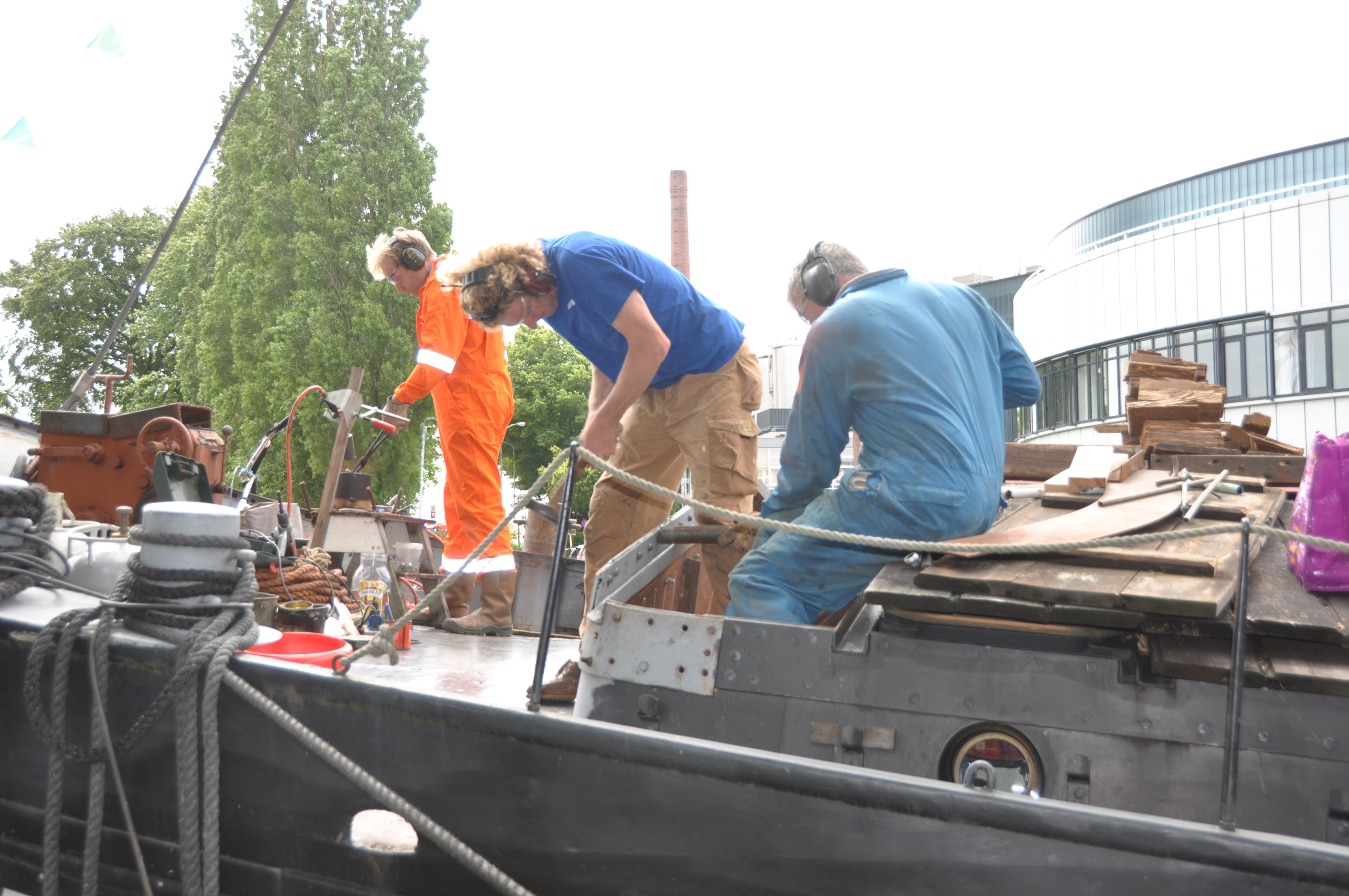
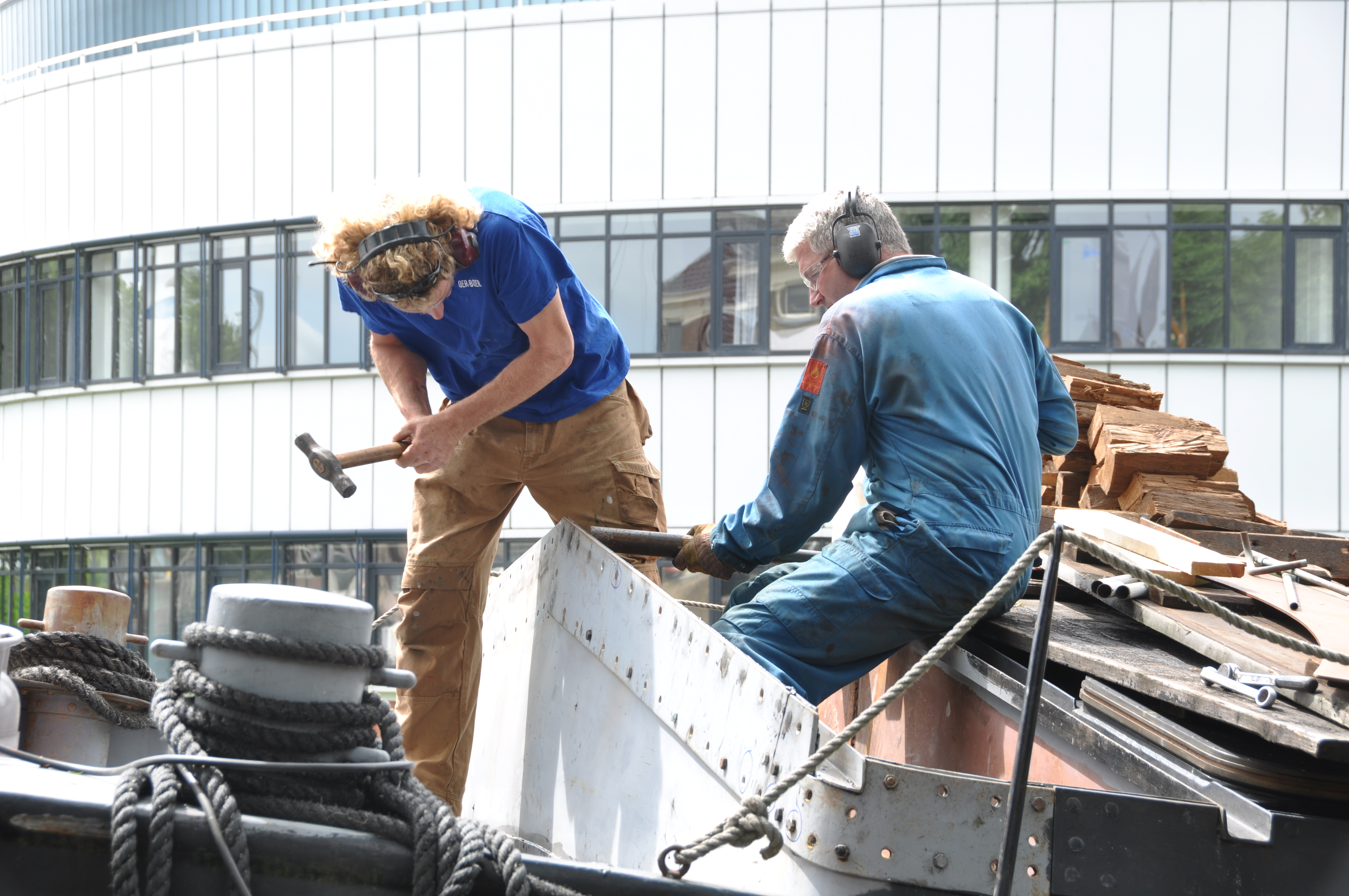